# Angelique〜永遠の約束〜
「Angelique〜永遠の約束〜」（アンジェリーク えいえんのやくそく）は、2001年1月24日に発売されたレイジーのシングル。

## 概要
ランティスに移籍後初のシングル。OVA『アンジェリーク〜聖地より愛をこめて〜』の主題歌である。アニメの内容をチェックした上で制作したとのこと。
初回盤のみ『アンジェリーク』スペシャルスリーヴ仕様になっていた。
2000年12月20日に発売された『アンジェリーク〜聖地より愛をこめて〜 スペシャルビデオ』には、レコーディングの様子が収録されている。

## 収録曲
全作詞・作曲・編曲：LAZY
1. Angelique〜永遠の約束〜
OVA『アンジェリーク〜聖地より愛をこめて〜』オープニングテーマ。アルバムには未収録。
2. LEGEND OF THE LIGHT
OVA『アンジェリーク〜聖地より愛をこめて〜』エンディングテーマ。
3. Angelique〜永遠の約束〜（offvocal ver.）
4. LEGEND OF THE LIGHT（offvocal ver.）